# Necropolis (álbum de Vader)
"Necropolis" es un álbum lanzado por la banda Vader en agosto de 2009.

## Lista de temas
1. "Devilizer" - 3:20
2. "Rise Of The Undead" - 3:53
3. "Never Say My Name" - 2:03
4. "Blast" - 1:51
5. "The Seal" - 2:11
6. "Dark Heart" - 3:00
7. "Impure" - 3:41
8. "Summoning The Futura" - 1:06
9. "Anger" - 2:14
10. "We Are The Horde" - 3:11
11. "When The Sun Drowns In Dark"	- 4:33
12. "Black Metal" (Venom cover; bonus track) - 3:14
13. "Fight Fire with Fire" (Metallica cover; bonus track) - 4:06

Créditos
- Piotr "Peter" Wiwczarek - Guitarra eléctrica, Bajo, Voces
- Paweł "Paul" Jaroszewicz - Batería

- Datos: Q2721264